# Vuelve Chistelandia
Vuelve Chistelandia es la continuación de la película Chistelandia de 1958. Aun cuando se considera una continuación no tiene continuidad con la película anterior, salvo en la presentación de los personajes.
Es una película mexicana editada en 1958 y dirigida por Manuel Barbachano Ponce. Se trata de una recopilación de la sección cómica realizada para el noticiero cinematográfico "Tele-Revista" de la década de 1950, proyectado durante los intervalos y avances en la programación de salas de cine de México.
Al igual que la anterior su atractivo radica en que toda la película se basa en diferentes sketches presentando a diferentes personajes como:
- Flecos Bill
- Perla Jones
- Don Humberto Cahuich
- Cuco Pelucho
- Don Silvio Pinole

## Actores
En esta película intervienen los actores:
- Humberto Cahuich
- Pancho Córdova
- Fernando Espejo
- Ramiro Gamboa «Tío Gamboín»
- Eulalio González «El Piporro» (Voz)"
- Jorge Arvizu "El tata" (Voz)
- Giovanni Korporaal
- Xavier López "Chabelo"
- Carlos Robles Gil

## Curiosidades
- Durante la película a diferentes intervalos aparece una miniserie de episodios del personaje "Flecos Bill contra el Charro Asqueado", narrados con un gran sentido del humor por Eulalio González «El Piporro»
- El nombre del Charro Asqueado es una parodia del personaje del corrido Juan Charrasqueado.
- Al igual que en su antecesora "Chistelandia", un aspecto interesante de estas películas es el estilo muy peculiar de su humor, alejado totalmente de los convencionalismos de la época y evitando clichés o imitaciones de las comedias del cine mexicano, como las de Germán Valdés "Tin Tan", Mario Moreno "Cantinflas", Antonio Espino «Clavillazo» o "Viruta y Capulina", por citar algunos. De igual modo, a lo largo de la cinta aparecen varios chistes sobre homosexuales. En esta época aún no había tanta apertura sexual.
- Ese mismo año se editó su continuación, "Nueva chistelandia", formando así una trilogía.
- La trilogía de las "Chistelandias" no fue realizada con la técnica de sonido directo, por lo que los diálogos se grabaron en estudio. En dichos doblajes se distingue la inconfundible voz de Jorge Arvizu "El Tata", en lo que significó uno de sus primeros trabajos de doblaje.

## Información de la cinta
- Director: Carlos Velo, Fernando Marcos, Jomí García Ascot, M. Barbachano
- Intérpretes: Adolfo Carnica, Cuco Pelucho, Humberto Cahuich, Pancho Córdova, Ramiro Gamboa, Silvio Pinole
- Año: 1958.
- Duración: 81 min.
- Clasificación: Comedia
- Color o en B/N: Blanco y Negro
- Guion: Carlos Velo, Jomí García Ascot, Fernando Marcos, Manuel Barbachano Ponce
- Fotografía: Ramón Muñoz

## Sinopsis
Una recopilación de chistes que habían aparecido durante los noticieros de los programas de función corrida en los cines mexicanos. El humor negro y el escatológico se dan la mano con discretas parodias del cine mudo, logrando un estilo de humor realmente inusual para el cine mexicano de la época.